# Étourneau à joues marron
Agropsar philippensis
Espèce
Synonymes
- Motacilla philippensis Forster, 1781
- Sturnia philippensis (Pennant, 1781)[1]
- Sturnus philippensis (Pennant, 1781)[1]

Statut de conservation UICN

 LC  : Préoccupation mineure
L'Étourneau à joues marron (Agropsar philippensis) est une espèce d'oiseaux de la famille des Sturnidae.

## Systématique
L'espèce Agropsar philippensis a été décrite, selon les sources, pour la première fois en 1781 soit par le naturaliste allemand Johann Reinhold Forster (1729-1798), soit par le naturaliste britannique Thomas Pennant (1726-1798).

## Répartition
Cet oiseau niche à travers la moitié nord du Japon, le sud de Sakhaline et les îles Kouriles ; il hiverne à Taïwan, aux Philippines et dans le nord-est de Bornéo.